# HD183562
HD183562 — хімічно пекулярна зоря спектрального класу B9, що має видиму зоряну величину в смузі V приблизно  8,5.
Вона  розташована на відстані близько 2470,9 світлових років від Сонця.

## Пекулярний хімічний склад
Зоряна атмосфера HD183562 має підвищений вміст 
Si
.